# 神品致命者
神品致命者（しんぴんちめいしゃ、ギリシア語: άγιομάρτυς、ロシア語: Священномученик、ラテン語: sanctus martyr）とは、正教会の伝統において神品（主教・司祭・輔祭）でかつ致命者（信仰の為に死んだ聖人）である者を言う。日本正教会の訳語。

## 神品致命者の記事一覧
正教会には数多くの神品致命者がいるが、ウィキペディア日本語版内に記事がある者を挙げる。
- 神品致命者捧神者聖イグナティ
- ロマの神品聖致命者クリメント
- カルファゲンの神品聖致命者キプリアン
- 神品致命者主教ワレンティン
- 聖致命者ウラシイ
- ベネベントの神品聖致命者ヤンヌアリイ
- パタラの神品聖致命者メフォディ
- コルドワの神品致命者エウロギイ
- モスクワの府主教奇蹟者聖フィリップ
- モスクワ総主教エルモゲン
- グリゴリオス5世 (コンスタンディヌーポリ総主教)
- ペルミの神品致命者・初代京都の主教聖アンドロニク